# Søren Andersen (football, 1937)
Pour les articles homonymes, voir Søren Andersen (homonymie) et Andersen.
Søren Andersen (né le 16 juillet 1937 à Copenhague au Danemark et mort le 16 juillet 1960 à Kastrup) est un joueur de football danois, qui évoluait au poste d'attaquant.
Il est connu pour avoir terminé meilleur buteur du championnat du Danemark lors de la saison 1956-57 avec 27 buts.
Andersen perd la vie lors d'un accident d'avion à Kastrup (banlieue de Copenhague où se situe l'aéroport de Copenhague) en partant pour le Jutland afin de préparer les jeux olympiques 1960 de Rome.